# Konstantin Chabenskij
Konstantin Jurjevič Chabenskij (rusky: Константин Юрьевич Хабенский; * 11. ledna 1972, Leningrad, SSSR; v současnosti Petrohrad, Ruská federace) je ruský divadelní a filmový herec a režisér.

## Život
Jeho otec Jurij Chabenskij a matka Taťjana Gennadijevna (rozená Nikulina) byli vojenští hydrologové. Mladý Konstantin Chabenskij studoval elektroniku na leningradské Technické škole pro leteckou elektroniku a automatiku. Ve třetím ročníku si uvědomil, že elektronika není nic pro něj.
Hrál po ulicích na kytaru, krom toho pracoval jako jevištní technik v divadelním studiu „Subbota“ v Leningradě. V letech 1990-1995 Chabenskij studoval hraní na petrohradském Státním institutu pro divadlo, hudbu a film. Jeho spolužáky byli mj. Michail Porečenkov, Andrej Zibrov a Michail Truchin. Pět měsíců působil v Rajkinově Satirickém divadle v Moskvě, ale nedostával žádné solidní role a vrátil se do Petrohradu.
V roce 1994 Chabenskij debutoval ve filmu Na kogo bog pošlet. V roce 2000 se začal natáčet seriál Smrtící síla (Ubojnaja sila) o zločinu v Petrohradě, který Konstantina proslavila po celém Rusku. Konstantin se stal celosvětově populárním díky roli Antona Goroděckého ve filmu Noční hlídka (2004) a jeho pokračování Denní hlídka (2006) podle literární předlohy Sergeje Lukjaněnka. Režisér Timur Bekmambetov ho obsadil i do svého amerického debutu Wanted. Kromě toho si zahrál s Nikitou Michalkovem a Olegem Menšikovem ve filmu Státní rada (2005) podle historické detektivky Borise Akunina.
V letech 1996-2003 byl Konstantin členem petrohradského Divadla Lensovět. Pracoval společně se svými spolužáky z petrohradského Státního institutu pro divadlo, hudbu a film. V roce 2003 začal Chabenskij na pozvání Olega Tabakova hrát v Moskevském uměleckém divadle. Hrál například v divadelních inscenacích „Tři sestry“, „Čekání na Godota“, „Dny Turbinových“ a „Hamlet“ (Claudius).
Konstantin se svým dlouholetým společníkem Michailem Porečenkovem chystá zinscenovat hru Some like i shot pro Moskevské umělecké akademické divadlo (MCHAT).
Konstantin byl od roku 2001 ženatý s radioreportérkou Anastasií Chabenskou. V roce 2007 se jim narodil syn Ivan. Jeho žena roku 2008 podlehla mozkovému tumoru .
Chabenskij žije v Moskvě a v Petrohradě.

## Filmografie (výběr)
- 2004 - Noční hlídka, jako Anton Goroděckij
- 2005 - Státní rada, jako Green
- 2006 - Denní hlídka, jako Anton Goroděckij
- 2006 - Bědnyje rodstvěnniki, jako Edik
- 2008 - Admirál, jako Admirál Alexandr Vasiljevič Kolčak
- 2008 - Wanted, jako Rusák
- 2008 - Ironie osudu 2, jako Kostja Lukašin
- 2013 - Zeměpisec, který propil globus
- 2018 - Sobibor, včetně režie